# Miara bezatomowa
Miara bezatomowa – taka miara, że dowolny zbiór miary dodatniej można podzielić na dwa podzbiory miary dodatniej.

## Własności
Dla każdego {\displaystyle \mu }-mierzalnego zbioru {\displaystyle A} można skonstruować zstępującą rodzinę zbiorów {\displaystyle A=A_{1}\supset A_{2}\supset A_{3}\supset \ldots } taką, że
{\displaystyle \mu (A)=\mu (A_{1})>\mu (A_{2})>\mu (A_{3})>\ldots >0.}
jeśli miara nie jest bezatomowa to konstrukcja taka (dla pewnych zbiorów A) nie jest możliwa.
Dla miar bezatomowych prawdziwe jest także twierdzenie:
Dla dowolnego zbioru mierzalnego {\displaystyle A} takiego, że {\displaystyle \mu (A)>0} i dla każdej liczby rzeczywistej {\displaystyle 0<b<\mu (A)} istnieje taki podzbiór {\displaystyle B\subsetneq A,} że {\displaystyle \mu (B)=b.}
Skąd można wnioskować, że {\displaystyle \mu } przyjmuje nieprzeliczanie wiele wartości.

## Uogólnienie
Definicję miary bezatomowej można rozszerzyć na σ-addytywne funkcje zbiorów o wartościach w zbiorze liczb rzeczywistych. Będziemy je dalej nazywać miarami rzeczywistymi.

### Definicja
Niech {\displaystyle {\mathfrak {M}}} będzie σ-ciałem, miarę rzeczywistą {\displaystyle \mu } określona na {\displaystyle {\mathfrak {M}}} nazywamy bezatomową, jeśli dla każdego zbioru {\displaystyle A\in {\mathfrak {M}}} takiego, że {\displaystyle |\mu |(A)>0,} istnieje {\displaystyle {\mathfrak {M}}\ni E\subseteq A} taki, że {\displaystyle 0<|\mu |{(E)}<|\mu |(A).}
Przez {\displaystyle |\mu |} oznaczamy wahanie całkowite miary rzeczywistej {\displaystyle \mu .}